# Liparis brunnea
Liparis brunnea är en orkidéart som beskrevs av Paul Ormerod. Liparis brunnea ingår i släktet gulyxnen, och familjen orkidéer. Inga underarter finns listade i Catalogue of Life.